# Comuna Neteciînți, Vinkivți
Neteciînți (în ucraineană Нетечинці) este o comună în raionul Vinkivți, regiunea Hmelnîțkîi, Ucraina, formată din satele Drujba, Neteciînți (reședința) și Slavuta.

## Demografie
Componența lingvistică a comunei Neteciînți
     Ucraineană (95,9%)
     Rusă (4,1%)
Conform recensământului din 2001, majoritatea populației comunei Neteciînți era vorbitoare de ucraineană (95,9%), existând în minoritate și vorbitori de rusă (4,1%).